# Сил-Рокс
Сил-Рокс — небольшое прибрежное поселение в районе местного самоуправления Совета Среднего побережья (Mid-Coast Council) Среднего Северного побережья Нового Южного Уэльса, Австралия, в 275 км к северо-северо-востоку от Сиднея. Известно многочисленными первоклассными пляжами для серфинга (включая Lighthouse Beach, Treachery и Yagon), а также тем, что здесь находится маяк Seal Rocks, официально известный как Sugarloaf Point Lighthouse. По переписи 2006 года в районе проживал 131 человек.

## История
До европейского поселения территория была занята аборигенами ворими.
В 1864 году здесь потерпела крушение «Rainbow».
Маяк «Сахарная голова» (Sugarloaf Point Lighthouse) был установлен и зажжен 1 декабря 1875 года. В 1923 году маяк переоборудовали с керосина на ацетилен. В июне 1966 года маяк был электрифицирован. К 1987 году маяк был автоматизирован.
В 1895 году SS Catterthun, направлявшийся в Китай из Сиднея, потерпел крушение на скалах, 55 (по другим сведениям —31) пассажиров и экипаж утонули.

## Списки наследия
Seal Rocks имеет ряд объектов, включенных в список наследия, в том числе:
- Дорога на Сил-Рокс, национальный парк Майалл-Лейкс: маяк Сахарная голова

## Сопротивление коммерциализации

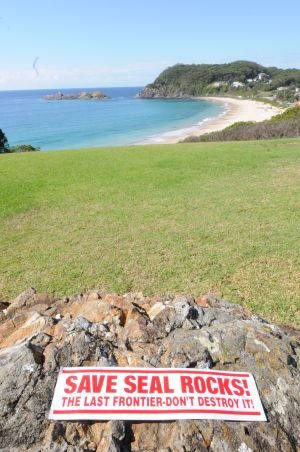

Сил-Рокс хорошо известен своим мирным сопротивлением попыткам застройщиков коммерциализировать небольшую живописную рыбацкую деревню. При въезде в город по дороге на самой дороге можно увидеть лозунг «Спасите Сил-Рокс — последний рубеж», который непрерывно перекрашивают уже более 30 лет. В настоящее время местный совет пытается коммерциализировать небольшой караванный парк, и движение против этого снова растет.
Здесь снимали фильм 2013 года «Adoration».

## Колония тюленей
Сил-Рокс были названы в честь австралийских морских котиков, которых часто можно было увидеть на скалах возле маяка Сахарная голова. Есть некоторые свидетельства того, что когда-то на Тюленьих скалах существовала гнездовая колония тюленей, хотя этот вид больше не гнездится в Новом Южном Уэльсе, и колония была потеряна. Однако в последнее время количество наблюдений тюленей в районе Порт-Стивенс увеличилось.

## Маяк Сахарная голова
Строительство маяка Сахарная голова было завершено в 1875 году, через десять лет после того, как было рекомендовано установить свет, чтобы выделить коварные скалы Тюленя. Первоначально планировалось осветить Камни Тюленя, но посадка была затруднена, и от этого предложения отказались.
Башня построена из кирпича, оштукатурена и выкрашена в белый цвет. Также по соседству были построены три соседних коттеджа, различные хозяйственные постройки, дорога из Бунгваля и 460-метровый причал, который использовался для выгрузки строительных материалов.
В 1923 году маяк был переведен с керосина на ацетилен, а в 1966 году — на электричество. В 1987 году маяк автоматизировали, однако и после этого в течение многих лет на маяке находился смотритель.
Маяк Сахарная голова является одним из самых восточных маяков Австралии (после маяка Байрон-Бей) и предлагает размещение в трех коттеджах.
У мыса Сахарная голова в 1895 году произошла одна из крупнейших морских катастроф в истории Австралии: на скалах разбился SS Каттертун, направлявшийся из Сиднея в Китай. По разным сведениям погибло от 31 до 55 человек.